# Јерусалимска патријаршија
Јерусалимска патријаршија (грч. Πατριαρχείον Ιεροσολύμων; арап. كنيسة القدس الأرثوذكسية) јесте помјесна и аутокефална црква. Налази се на четвртом мјесту у диптиху.

## Историја
Црква у Јерусалиму је основана на дан Педесетнице, односно на дан силаска Светог духа на апостоле. Она је материнска и колијевка црква за све касније помјесне цркве. Хришћанство се из Јерусалима проширило на цијели свијет. Називала се такође и Сионска црква. Први епископ Јерусалимске цркве је био апостол Јаков.
Након Јудејског рата (66—70), Црква је била разорена и уступила је своје неформално првенство Риму.
Од 4. вијека почело са са њеним постепеним обнављањем. Године 451, одлуком Четвртог васељенског сабора, епископу јерусалимском је дата титула патријарха, а Јерусалимска црква је постављена на пето мјесто у васељенском диптиху. Заузимала је мјесто након Римске, Цариградске, Александријске и Антиохијске патријаршије (након Великог раскола из 1054, стала је на четврто мјесто).
У 7. вијеку доживјела је пад, што је резултат арапске најезде. Када су дошли крсташи (1099), дошло је до протјеривања православаца из храмова и манастира. Патријарси јерусалимски су били принуђени да управљају Црквом из Цариграда. У периоду од 13. до 15. вијека, земљу Палестину су захватили Мамелуци који су уништавали храмове и свештенство с циљем да искористе сваки помен о хришћанству на тим просторима. Уништавање је нарочито било присутно након пада Византије (1453). Турско освајање Палестине (1517) је означило почетак спокојног периода у животу Јерусалимске православне цркве. Под отоманском владавином, православна патријаршија је учврстила своје позиције у Светој земљи.

## Организација
Јерусалимска православна црква у свом саставу има двије митрополије (Птолемаидску и Назаретску), као и једну аутономну архиепископију — Синајску архиепископију. Обухвата укупно 37 храмова и један манастир у Јордану, 17 храмова у Израелу, 11 у Палестини. Још 24 манастира, од њих 19 малих, постоји у самом Јерусалиму.
Аутономном Синајском архиепископијом, управља високопросвећени архиепископ синајски, фарански и раифски. Његово седиште се налази у манастиру Свете Катарине на Синају.
У Јерусалимској цркви има око 25 архијереја (већином Грци). Јерусалимска патријаршија има око 130.000 вјерника (већином Арапи), а у самом Јерусалиму око 8.000 вјерника. Богослужења се врше на грчком и арапском језику.
Дана 22. августа 2005. за јерусалимског патријарха је био изабран Теофил III. Патријаршијска резиденција се налази у Јерусалиму, а патријаршијски саборни храм је Храм Васкрсења Христова (Гроб Господњи).